# Solaris Es
Solaris Es — третий студийный альбом российской певицы Нюши, релиз которого состоялся 16 октября 2020 года. В переводе с латинского Solaris Es — солнечное искусство. Альбом состоит из 19 треков. Продюсером и автором всех песен является сама Нюша. Для каждого нового трека были выпущены visualizers (вижуалайзеры), объединенные в один музыкальный фильм «Solaris Es Spiritual Journey», наполненный различными пасхалками. Режиссерами фильма выступили Инес По и Валерия Масалевич.

## Создание альбома и концепция
Работа над альбомом велась на протяжении шести лет — с 2014 по 2020 год. Обложкой альбома певица поделилась в своих социальных сетях 10 сентября 2020 года, а 11 сентября был открыт предзаказ на стриминговых музыкальных сервисах. По словам самой Нюши, альбом стоит слушать в указанном порядке, чтобы лучше понять основную суть и не пропустить так называемые «филы» (переходы от одной песни к другой, содержащие определенный смысл).

«В альбоме Solaris Es собраны очень особенные песни, каждая влияет и работает на понимание общего смысла и всё не случайно, даже цвет подсветки кнопок в лифте, присмотрись, погугли, они совпадают с цветами чакр. Обещаю, будет над чем подумать, но я всегда оставляю подсказки… В каждой сцене — скрытая метафора, каждая обо мне. Это не просто чередование mood-video или бессмысленных клипов, это ментальное путешествие, аллегории и отражение моих ощущений. То как писались эти песни, то насколько всё совпало по смыслу…

Всё начинается и заканчивается светом, он слепит, как сценический софит; высвечивает детали, он меняется вместе со мной, а точнее я вместе с ним… я его частичка, частичка этого удивительного мира. Solaris Es — альбом, сделанный полностью моим видением, так, как чувствую я».— Нюша

## Синглы
- «Таю» — первый сингл с альбома, выпущенный 21 сентября 2018 года.
- «Между нами» — единственная дуэтная работа Нюши с Артёмом Качером на альбоме, выпущенная 13 сентября 2019 года.
- «Пьяные мысли» — третий сингл с альбома, выпущенный 4 сентября 2020 года. Из клипа, который был выпущен в тот же день, Нюша создала арт-проект. 19 февраля 2021 года на трек был выпущен ремикс и новый видеоклип под названием «Грязные танцы» с участием ЛСП[5].
- «Дыши, люби, цени» — четвертый сингл, выпущенный вместе с альбомом. 29 октября 2020 в прямом эфире онлайн-концерта «OK На связи!» певица сообщила, что данный трек является следующим синглом. 9 декабря 2020 был выпущен клип, в котором снялась видеоблогер и ютубер Анастасия Радзинская (Like Nastya).[6]

## Рекламная кампания
Специально для пользователей стримингового сервиса «Яндекс.Музыка», Нюша выпустила эксклюзивную версию пластинки, в которую вошли голосовые комментарии к трекам: «Solaris Es» (вступление), «Ruber Es» (часть 1), «Aurantiacus Es» (часть 2), «Flavus Es» (часть 3), «Viridis Es» (часть 4), «Venetus Es» (часть 5), «Caeruleus Es» (часть 6) и «Violaceus Es» (часть 7). Названия комментариев с латыни переводятся как цвета чакр.
29 октября 2020 года Нюша выступила на онлайн-концерте «ОК На связи!», где представила новую программу и вживую исполнила семь композиций с альбома. В тот же день объявила о том, что четвертым синглом станет песня «Дыши, люби, цени». Количество просмотров выпуска составило более трех миллионов.
4 декабря 2020 года певица посетила развлекательное шоу «Вечерний Ургант», в котором обсудила альбом и в качестве музыкального гостя выступила с песней «Капкан» совместно со своим танцевальным балетом.

## Список композиций
Информация из Tidal.
| №                   | Название                         | Автор(ы)                                 | Длительность |
| ------------------- | -------------------------------- | ---------------------------------------- | ------------ |
| 1.                  | «Entrance»                       | Дмитрий Владиславович Агафонов           | 0:56         |
| 2.                  | «Капкан»                         | Нюша Владимировна Шурочкина              | 3:14         |
| 3.                  | «По факту в моменте больно»      | Шурочкина, Агафонов                      | 0:53         |
| 4.                  | «Я ищу его»                      | Шурочкина                                | 3:09         |
| 5.                  | «Похоже на пульс»                | Шурочкина                                | 0:36         |
| 6.                  | «Хочу»                           | Шурочкина                                | 2:44         |
| 7.                  | «Кто решает?»                    | Шурочкина, Агафонов                      | 0:41         |
| 8.                  | «Программируй»                   | Шурочкина                                | 3:20         |
| 9.                  | «Безобидна»                      | Шурочкина                                | 3:46         |
| 10.                 | «Не ревную»                      | Шурочкина                                | 3:20         |
| 11.                 | «Летать далеко»                  | Шурочкина                                | 3:10         |
| 12.                 | «Simba»                          | Шурочкина, Агафонов                      | 0:46         |
| 13.                 | «Дыши, люби, цени»               | Шурочкина, Анатолий Анатольевич Алексеев | 3:40         |
| 14.                 | «Между нами» (feat. Артём Качер) | Шурочкина, Артём Арестакович Качарян     | 3:36         |
| 15.                 | «Таю»                            | Шурочкина                                | 3:19         |
| 16.                 | «Mood»                           | Агафонов                                 | 0:42         |
| 17.                 | «Пьяные мысли»                   | Шурочкина                                | 2:48         |
| 18.                 | «Таю» (Remix)                    | Шурочкина                                | 3:12         |
| 19.                 | «Exit»                           | Агафонов                                 | 1:06         |
| Общая длительность: | Общая длительность:              | Общая длительность:                      | 47:48        |

## Участники записи
- Нюша Шурочкина — продюсер, вокал, бэк-вокал, композитор, автор песен.
- Дмитрий Агафонов — композитор.
- Александр Крюков — саунд-продюсер, композитор.
- Анатолий Алексеев — композитор.